# DDR-Fußball-Bezirksliga 1978/79
Die DDR-Bezirksliga wurde mit der Saison 1978/79 zum 27. Mal ausgetragen und war die höchste Spielklasse eines Bezirks sowie die dritthöchste im Ligasystem auf dem Gebiet des DFV.
Der Spielbetrieb der 15 Bezirksligen wurde vom jeweiligen Bezirksfachausschuss (BFA) durchgeführt.
In dieser Saison wurden die Bezirksmeister in zwölf eingleisigen und drei zweigleisigen Ligen ermittelt, die direkt in die übergeordnete DDR-Liga aufstiegen. Ausgenommen von dieser Regel waren Zweitvertretungen, die seit der Saison 1976/77 nicht mehr aufstiegsberechtigt waren. Somit gelang Dynamo Lübben im Bezirk Cottbus als Zweitplatzierter der sofortige Wiederaufstieg. Diesen schafften auch Motor Hennigsdorf, Dynamo Fürstenwalde, Stahl Thale und Landbau Bad Langensalza.
Mit Hydraulik Nord Parchim, KWO Berlin, Vorwärts Kamenz, die SG Sosa, Motor Zeulenroda und Motor Schmalkalden kamen sechs Mannschaften zu ersten Meisterehren und stiegen als absolute Neulinge in die DDR-Liga auf.

## Bezirksmeister
| Bezirk           | Mannschaft                       |
| ---------------- | -------------------------------- |
| Rostock          | BSG Motor Warnowwerft Warnemünde |
| Schwerin         | BSG Hydraulik Nord Parchim       |
| Neubrandenburg   | BSG Nord Torgelow                |
| Potsdam          | BSG Motor Hennigsdorf            |
| Berlin           | BSG KWO Berlin                   |
| Frankfurt (Oder) | SG Dynamo Fürstenwalde           |
| Magdeburg        | BSG Lokomotive Halberstadt       |
| Halle            | BSG Stahl Thale                  |
| Leipzig          | BSG Motor Altenburg              |
| Cottbus          | BSG Energie Cottbus II           |
| Dresden          | ASG Vorwärts Kamenz              |
| Karl-Marx-Stadt  | SG Sosa                          |
| Erfurt           | BSG Landbau Bad Langensalza      |
| Gera             | BSG Motor Zeulenroda             |
| Suhl             | BSG Motor Schmalkalden           |